# Clonostachys asymmetrica
Clonostachys asymmetrica är en svampart som först beskrevs av Samuels, och fick sitt nu gällande namn av Schroers 2001. Clonostachys asymmetrica ingår i släktet Clonostachys och familjen Bionectriaceae.   Inga underarter finns listade i Catalogue of Life.